# Y de repente, un ángel
 Y de repente, un ángel  es la décima novela del escritor peruano Jaime Bayly. Publicada por primera vez en noviembre de 2005 por la Editorial Planeta. Ésta novela despierta opiniones divididas entre la crítica. Algunos la tildan de mediocre y con trama absurda. Sin embargo, en 2005 fue finalista del Premio Planeta.

## Sinopsis
La novela es narrada en primera persona. Paralelamente se cuentan dos historias, las cuales se intercalan casi en cada capítulo. La primera es la que acontece en el presente, y que tiene como protagonistas a Julián y Mercedes. La otra es el recuerdo de Julián de su infancia y adolescencia. Inevitablemente ambas historias se unen al final de la novela para dar pie al desenlace. Cabe señalar que también se cuelan en la novela pequeños capítulos con historias sobre Andrea, la pareja de Julián.

### El presente
La historia comienza cuando Julián (el narrador) cae en cuenta de que su casa está demasiado sucia. Entonces acude a una agencia de empleos, ahí conoce a Mercedes, a quien contrata para hacer el trabajo. Con el paso de los días, Julián desarrolla aprecio por Mercedes interesándose particularmente por su pasado. Conversando con ella descubre que de muy niña fue vendida a una pareja como empleada doméstica, razón por la cual no tiene contacto con su madre. También nota en Mercedes el arraigo de costumbres derivadas del racismo y el clasismo del que fue víctima toda su vida. Es entonces cuando Julián se decide a lograr que Mercedes se reencuentre con su madre. Mercedes logra recordar el nombre de la pareja a la que fue vendida de niña y para la que trabajó por mucho años. Julián y ella van a visitar a la mujer en cuestión y logran averiguar el nombre del pueblo de origen de Mercedes: Caraz. Julián logra contactarse con un policía de Caraz, quien encuentra a la madre de Mercedes. En un principio Mercedes se muestra dubitativa, por el temor quizá que tenía de saber quien es o fue su madre, pero al final acepta ir para saber de quien se trataba.

### El pasado
Julián creció en una familia de clase alta en Lima. Desde pequeños, él y su hermana fueron dejados al cuidado de las empleadas domésticas, para permitir así que su padre se ocupase de sus negocios y que su madre pudiese vivir una vida relajada, exenta de responsabilidades.
Julián acusa a su padre de haberle robado el dinero que su abuelo iba a dejarle como herencia, aprovechándose de la enfermedad del anciano y haciendo que cambie su testamento. Acusa también a su madre por no reaccionar ante tan evidente acto.

## Personajes

### Julián Beltrán
Julián Beltrán es el narrador de la historia. Es un escritor con poco éxito que disfruta de la soledad, la cual sólo se ve interrumpida por las visitas de Andrea, con la cual lleva una suerte de relación sentimental. Como en otras novelas de Bayly, el narrador tiene una tormentosa relación con su familia, en especial con su padre.

### Mercedes
Mercedes Navarro Chacón tiene 60 años y nació en la sierra del Perú. Ha trabajado desde niña como empleada doméstica ya que fue vendida por su madre.

### Mayor Julio Concha Fina
El policía en Caraz. Este personaje es el que ayuda a Julián a encontrar a la madre de Mercedes.

### Andrea
La  novia de Julián. Trabaja en una librería.

## Tiempo y espacio
Tiempo:
Tiempo Verbal:Presente simple
La novela está ambientada en la ciudad de Lima, la capital del Perú que refleja muchas de las costumbres de los habitantes peruanos. En la novela también hay acontecimientos ocurridos en la ciudad de Caraz, ubicada en la sierra norte del Perú.

### Ubicación geográfica
Las referencias de la novela nos enmarcan Lima, ubicada en la costa peruana, haciendo referencia a la Sierra en Caraz.

### Tiempo histórico
El tiempo histórico es en el 2005.